# Новый Быт (Свердловская область)
Новый Быт — посёлок в Каменском районе Свердловской области России. Входит в Каменский муниципальный округ.
Ранее входил в состав Окуловского сельсовета Каменского района.

## География
Посёлок Новый Быт расположен в 26 километрах (по автодорогам в 30 километрах) к югу от города Каменска-Уральского, на левом берегу реки Синары, правого притока Исети. В полутора километрах к западу-северо-западу проходит железнодорожная ветка Каменск-Уральский — Челябинск-Главный: здесь расположены путевой пост Синарский и остановочный пункт Новый Быт. В окрестностях посёлка, на левом берегу Синары, в отработанном известняковом карьере, сформировалось озеро. На правом берегу реки Синары расположено скальное обнажение — Селиванов Камень.

## История
С конца XIX века в окрестных Синарских рудниках разрабатывались залежи железной руды. Сам посёлок возник в 1930-е годы для сосланных спецпереселенцев.

## Население
| 2002 | 2010 | 2021 |
| ---- | ---- | ---- |
| 503  | ↘400 | ↘375 |

Структура
По данным переписи населения 2002 года, русские составляли 74 % от общего числа жителей Нового Быта, татары — 21 %. По данным переписи 2010 года, в посёлке проживали 165 мужчин и 235 женщин.

## Достопримечательности
В посёлке действует православный храм во имя Иверской иконы Божией Матери.
Основные этапы строительства были пройдены в 2012—2013 годах. Храм деревянный, основные стены выполнены из кедра, шатёр выполнен восьмёриком, на маковке установлен крест с навершием. 7 мая 2013 года епископ Каменский и Алапаевский Сергий (Иванников) освятил купол и крест. Престол был освящён в честь «Иверской» иконы Божией Матери.